# Frank Wenig
Frank Wenig (24. července 1898 Meclov - 29. června 1974 Praha) byl český spisovatel, novinář a učitel.

## Život
Frank Wenig, vlastním jménem František Wenig, pocházel ze starého učitelského rodu. Narodil se ve Staňkově, kde jeho dědeček František a otec Julius působili na tamní škole jako řídící učitelé. Studoval na gymnáziu v Příbrami, později na učitelském ústavu. Nejprve působil na obecných a měšťanských školách v západních Čechách, záhy začal spolupracovat s četnými listy a časopisy. Od roku 1926 žil v Plzni, kde se stal redaktorem západočeské pobočky deníku Svobodné slovo. V roce 1951 se přestěhoval s rodinou do Prahy, kde byl členem (a později zástupcem šéfredaktora) ústřední redakce téhož deníku. Od studentských let se věnoval ochotnickému divadlu a čím dál více také vlastní tvorbě. V roce 1920 se seznámil s Josefem Skupou a stal se jedním z jeho kmenových spolupracovníků. Napsal (často společně se Skupou) většinu textů pro jeho loutková představení a rozhlasové pořady, nejznámější jsou četné příhody Kašpárka a legendárních postaviček Spejbla a Hurvínka. Vedle toho psal převážně knihy pro děti. Převyprávěl enšpíglovské příběhy i řadu českých a slovenských pověstí. Je autorem scénáře filmu Polibek ze stadionu, který v roce 1948 natočil Martin Frič.

## Dílo
- Francek, 1926
- Paměti mouchy Gabriely, 1928 (il. K. T. Neumann) (nově nakl. Havran, 2020)
- Kašpárek, Spejbl a spol., 1928 (il. Josef Skupa)
- Veselé příhody loutek Kašpárka, Hurvínka a Spejbla, 1929 (il. Josef Skupa)
- Vánoce u Spejblů, 1929 (il. Josef Skupa)
- Hurvínkovo posvícení, 1929 (il. Josef Skupa)
- Kašpárek a Spejbl na cestách, 1930 (il. Josef Skupa)
- Kašpárkovy jarní radovánky, 1930 (il. Josef Skupa)
- Pohádky z naší kuchyně, 1930 (il. Josef Čapek)
- Hurvínkovy žertíčky, 1931 (il. L. Salač)
- Huňáč a Bacula, 1934 (il. A. Wenig)
- V zlaté kleci, 1936 (il. Fr. Süsser)
- Dům u tří podkov, 1943 (il. M. Netík)
- Kutílkové, 1945 (il. M. Želibská-Vančí)
- Brumla na cestách, 1945 (il. Ondřej Sekora)
- Léto pod Purkštejnem, 1946 (humoristický román)
- Na táčkách u Spejbla a Hurvínka, 1947 (il. M. Novák)
- Pohádky před spaním, 1948 (il. M. Fischerová-Kvěchová)

### Scénáře -Divadlo Spejbla a Hurvínka
F. Wenig byl spoluautorem scénářů několika divadelních a rozhlasových her Divadla Spejbla a Hurvínka.
- 1929 - Utrpení Spejbla a syna jeho (spoluautor J. Skupa)[1]

- 1930 - Revue z donucení (spoluautor J. Skupa)[2]

- 1932 - Se Spejblem do stratosféry (spoluautor J. Skupa)[3]

- 1937 - Podivuhodný odkaz markýze Chepailleble (spoluautor J. Skupa)[4]

- 1939 - O vousatém Hurvínkovi (pro děti, spoluautor J. Skupa) [5]

- 1939 - Kolotoč o třech poschodích (pro dospělé, spoluautor J. Skupa) [5]

- 1939 - Dřevěný film (spoluautor J. Skupa)[6]

- 1940 - Hurvínek se učí čarovat (spoluautor J. Skupa)[7]

- 1941 - Robinson Hurvínque (spoluautor J. Skupa)[8]

- 1947 - Staronové rozprávky Spejbla s Hurvínkem (rozhlasová hra, spoluautor J. Skupa)[9]

- 1947 - Hurvínkův veselý silvestr (rozhlasová hra, spoluautor J. Skupa)[10]